# وادي ميدق
وادي ميدق هو مجرى مائي موسمي في جبال الحجر في الفجيرة، الإمارات العربية المتحدة. يمتد الوادي من قرية مربض، مروراً بقرية الميدق، ونزولاً إلى إمارة عجمان في منطقة المنامة.
يضم الوادي برح ميدق الذي كان يُستخدم للحراسة وهو الآن مهجور، وهو برج مراقبة يقع في وسط أكثر الأراضي الممتدة للمجرى المائي المطورة من الناحية الزراعية. يرتبط الوادي تقليديًا بمستوطنات قبيلة الشرقيين. إنها وجهة شهيرة للنهزة النهارية، ويشتهر الوادي بجماله الطبيعي. حدد دعاة الحفاظ على البيئة أنواعًا نادرة من الحيوانات في الوادي، بما في ذلك الدبابير الحفارة

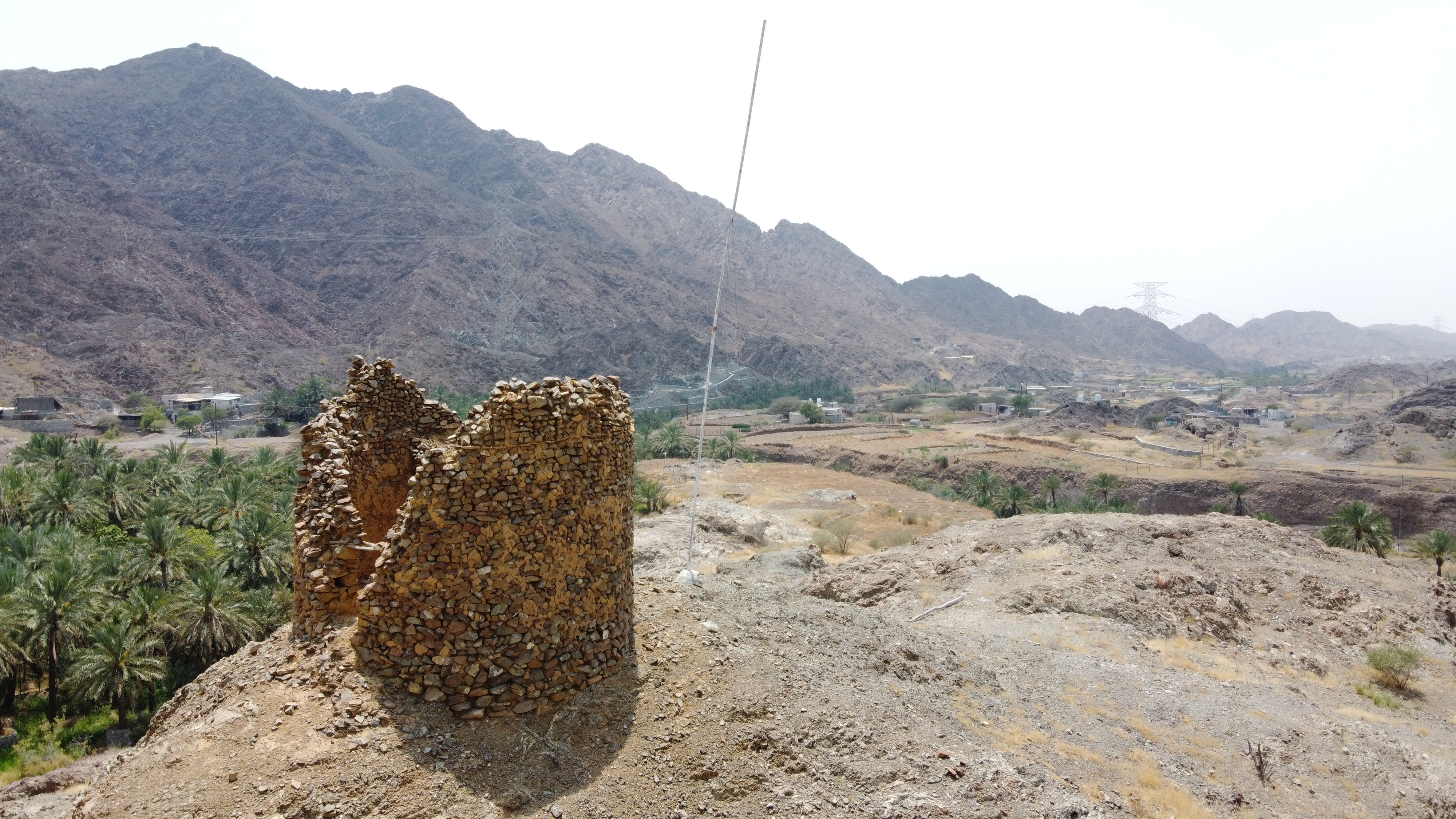
برج ميدق المهجور في وادي ميدق
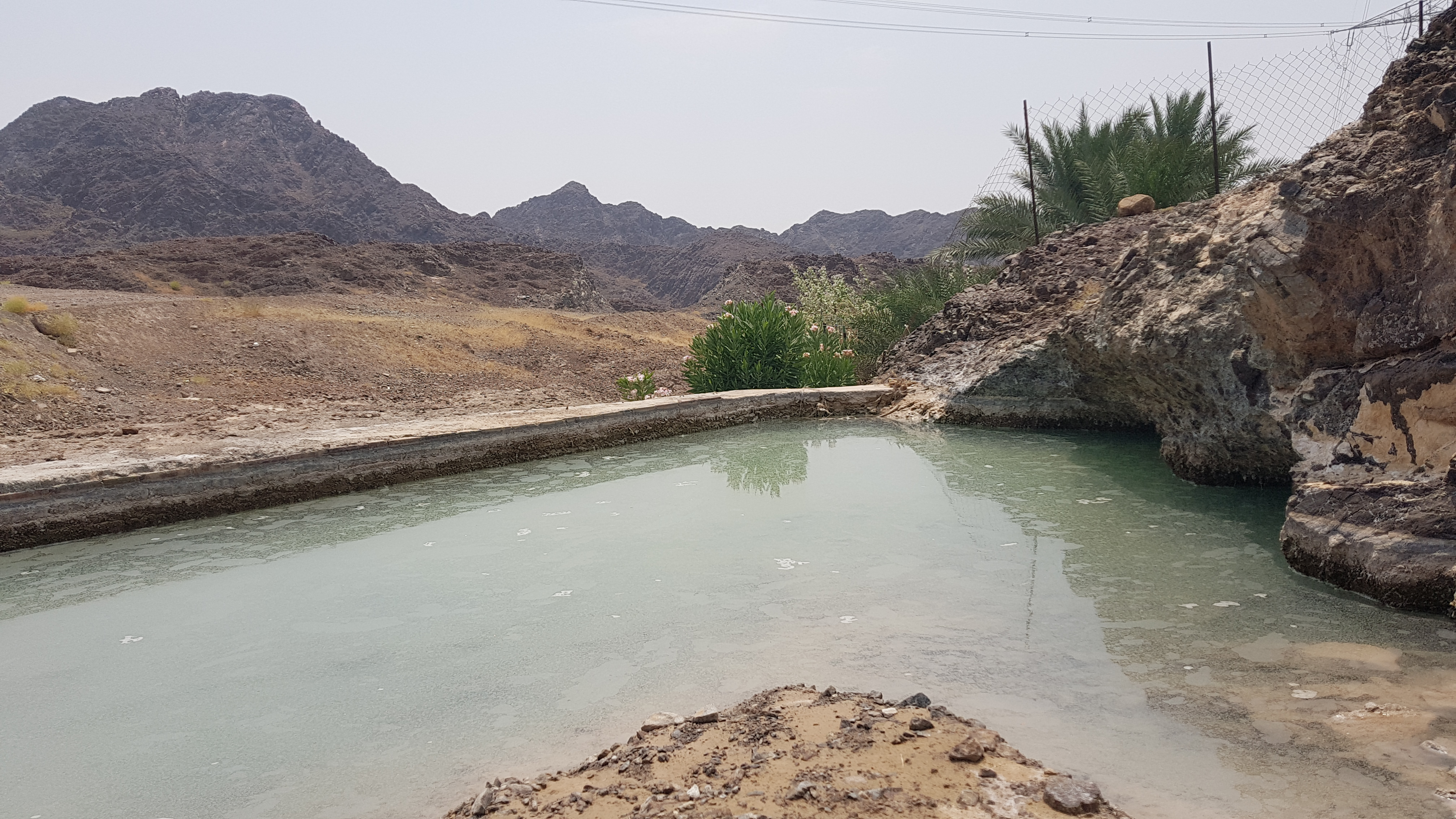
"البركة الزرقاء" في وادي ميدق
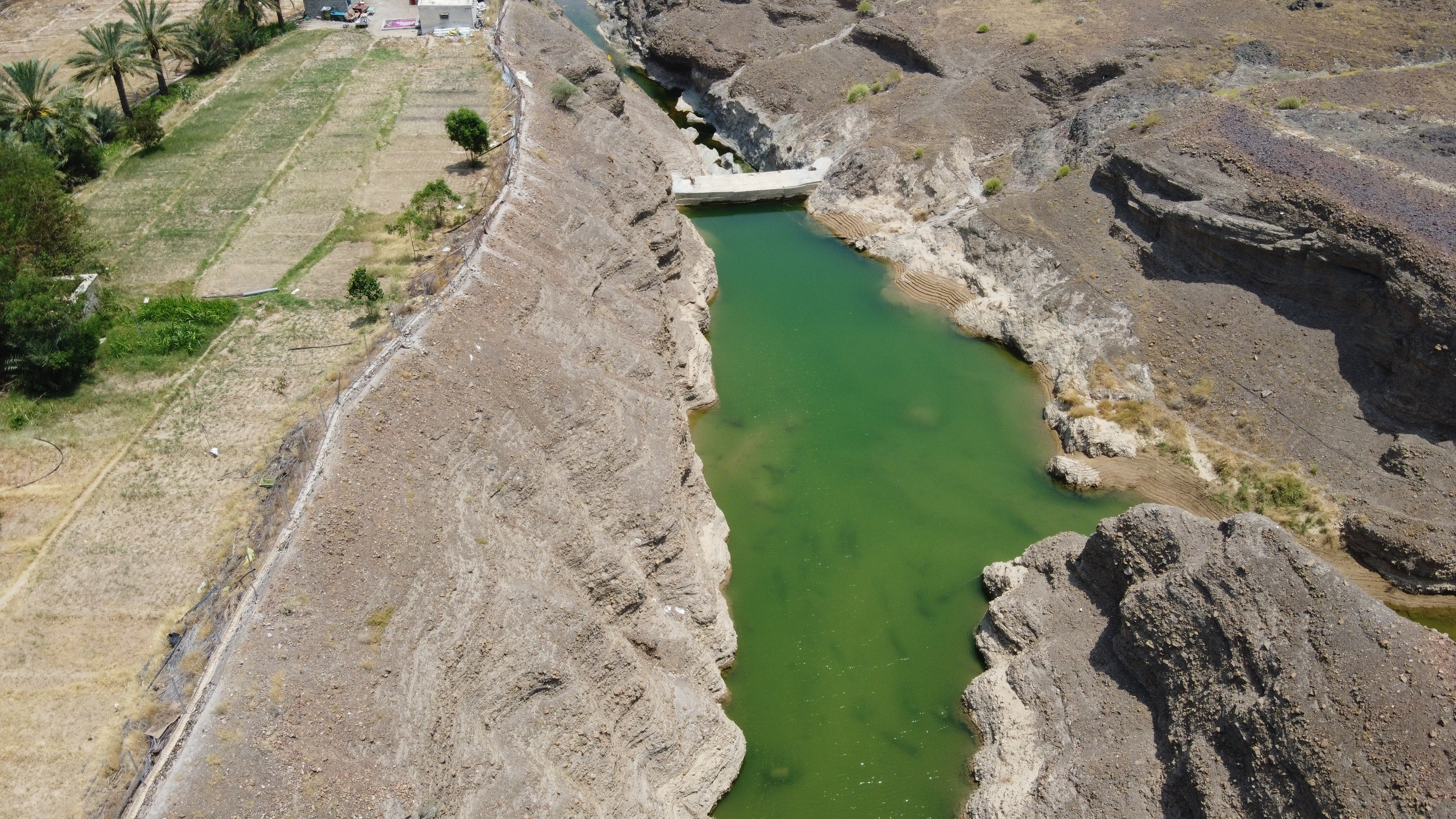
سد وادي ميدق في مربض. ولولا السد لكان الوادي يتدفق إلى وادي سيجي.
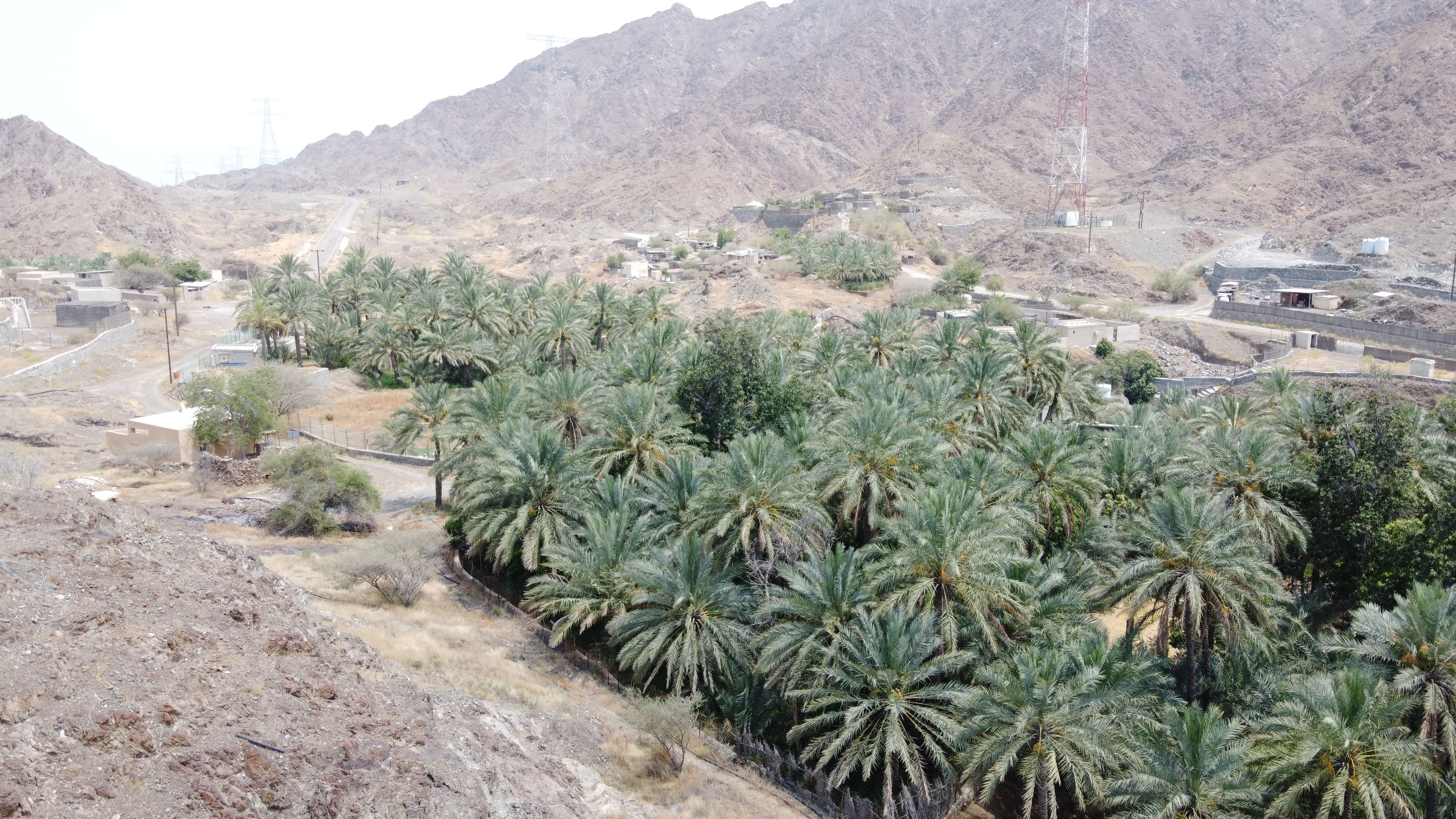
وادي ميدق

## أنظر أيضا
- قائمة الوديان في الإمارات العربية المتحدة